# Leptolalax maurus
Leptolalax maurus és una espècie d'amfibi que viu a Malàisia.
Està amenaçada d'extinció per la pèrdua del seu hàbitat natural.